# Anisomys imitator
Anisomys imitator es una especie de roedor de la familia Muridae.

## Distribución geográfica
Se encuentra en Nueva Guinea.

## Hábitat
Su hábitat natural son: clima tropical o Clima subtropical, 